# Brestovčina
Brestovčina (cyr. Брестовчина) – wieś w Bośni i Hercegowinie, w Republice Serbskiej, w gminie Gradiška. W 2013 roku liczyła 1027 mieszkańców.